# Занкт-Петер-Ордінг
Занкт-Петер-Ордінг (нім. Sankt Peter-Ording) — громада в Німеччині, розташована в землі Шлезвіг-Гольштейн. Входить до складу району Північна Фризія. Складова частина об'єднання громад Айдерштедт.
Площа — 28,28 км2. Населення становить 3980 ос. (станом на 31 грудня 2020).

## Галерея

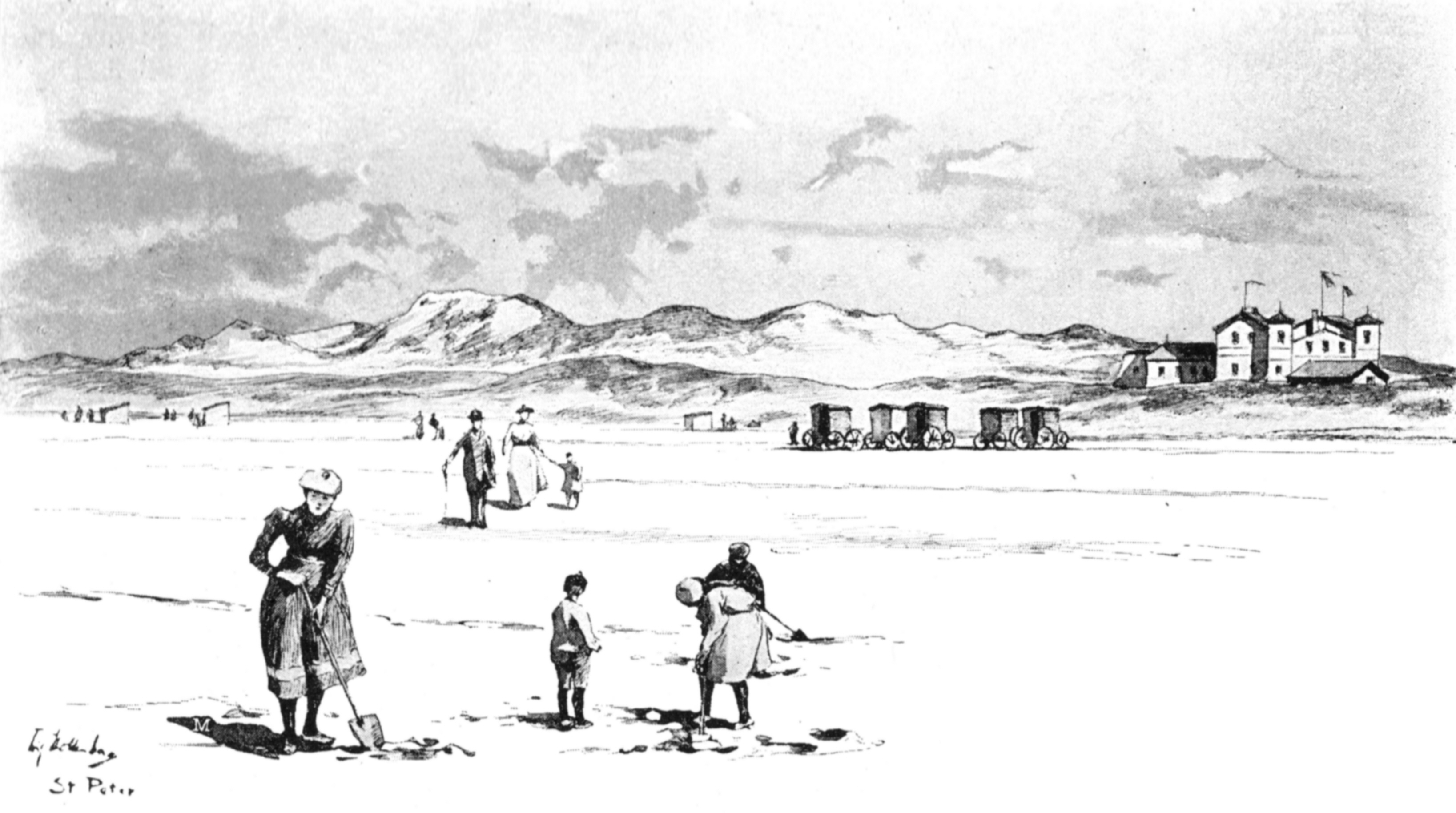
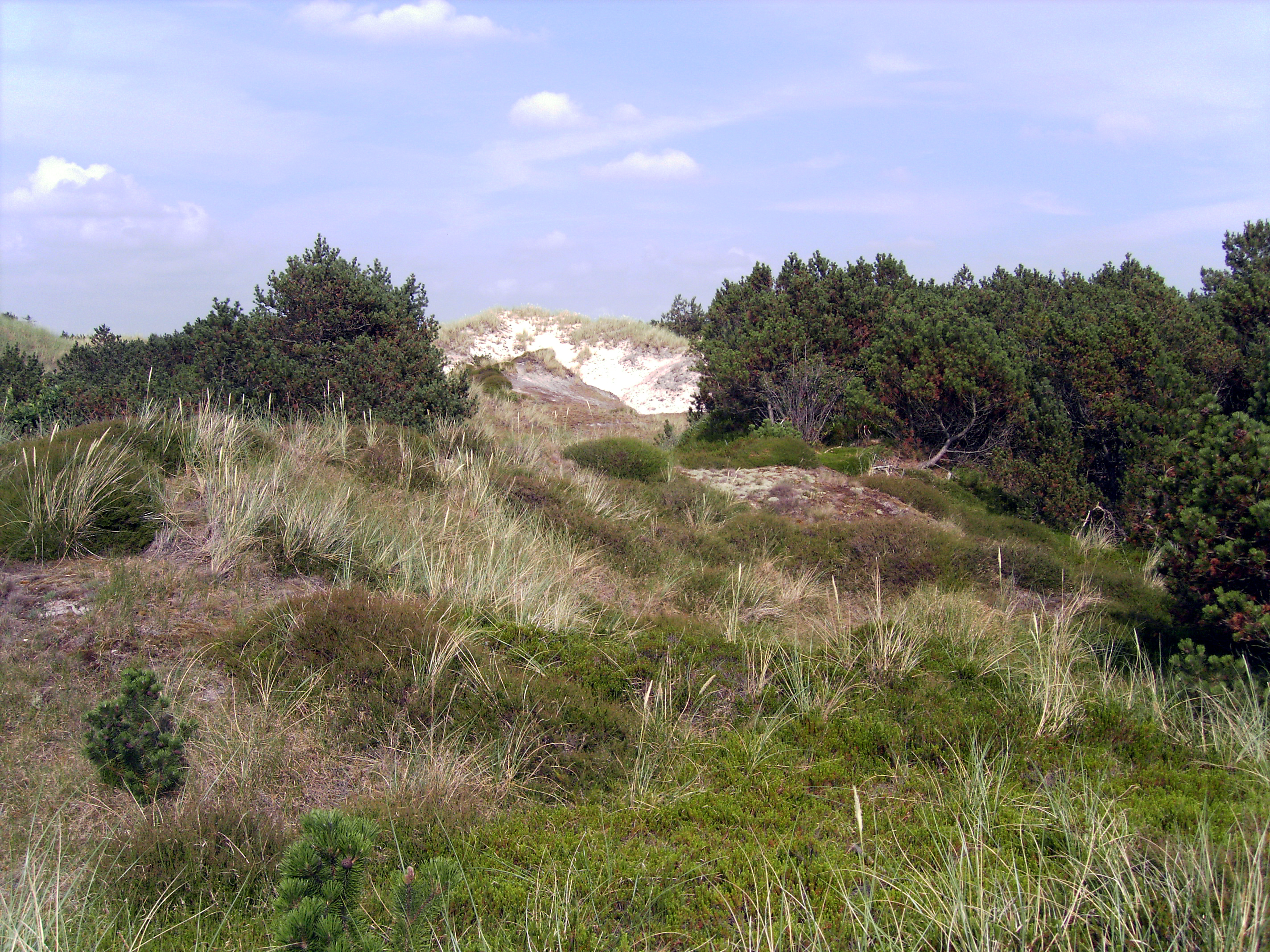
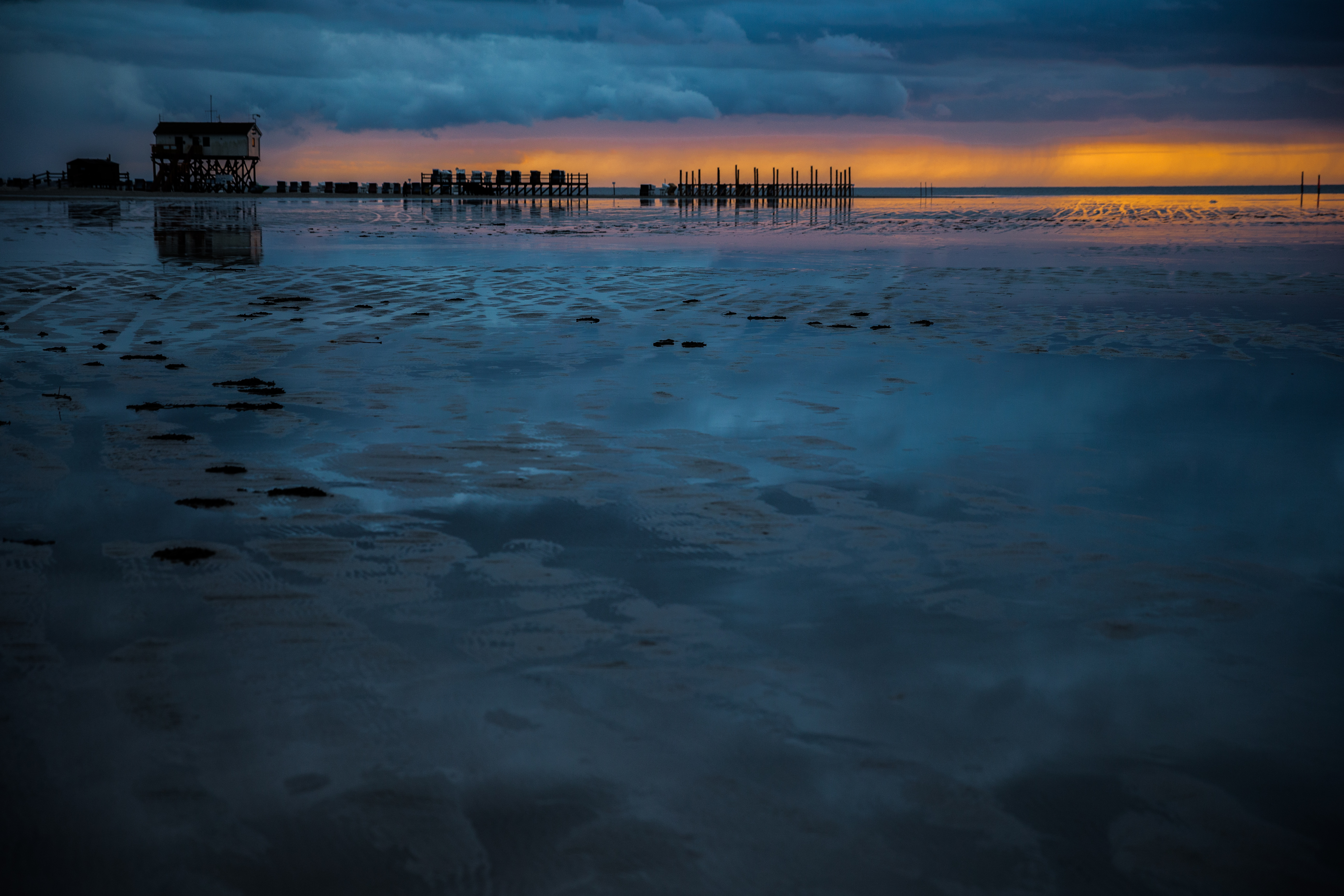
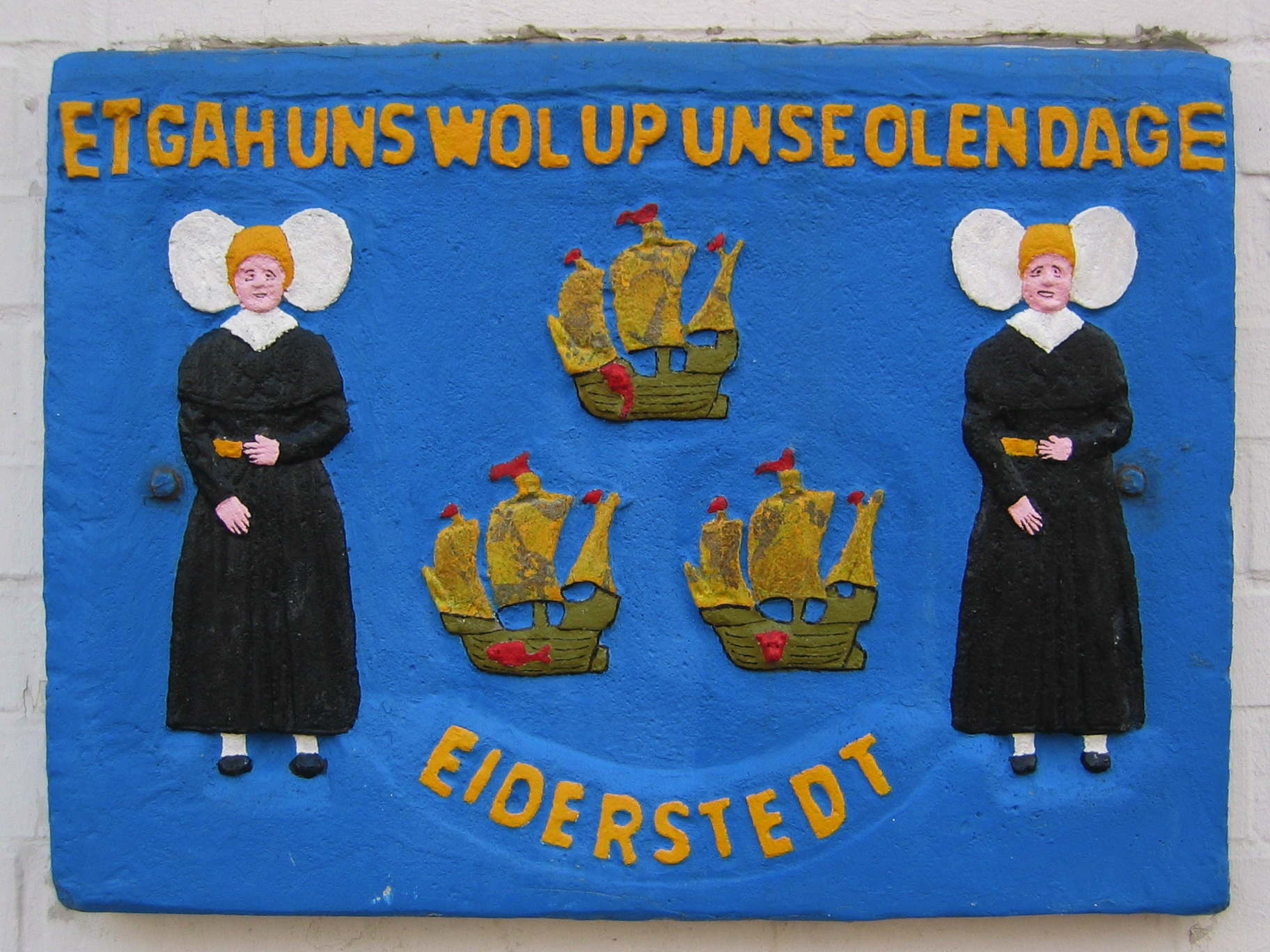
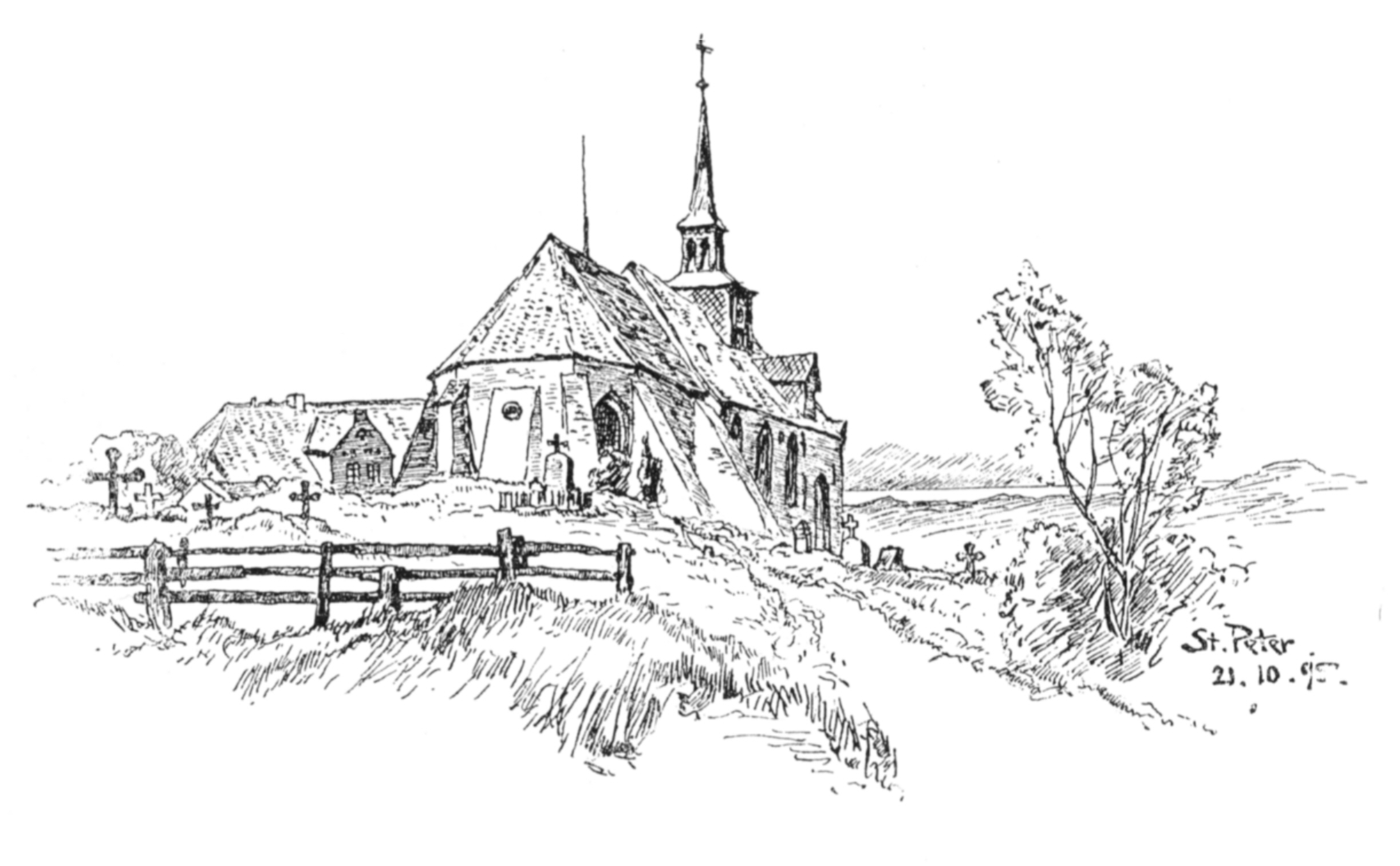
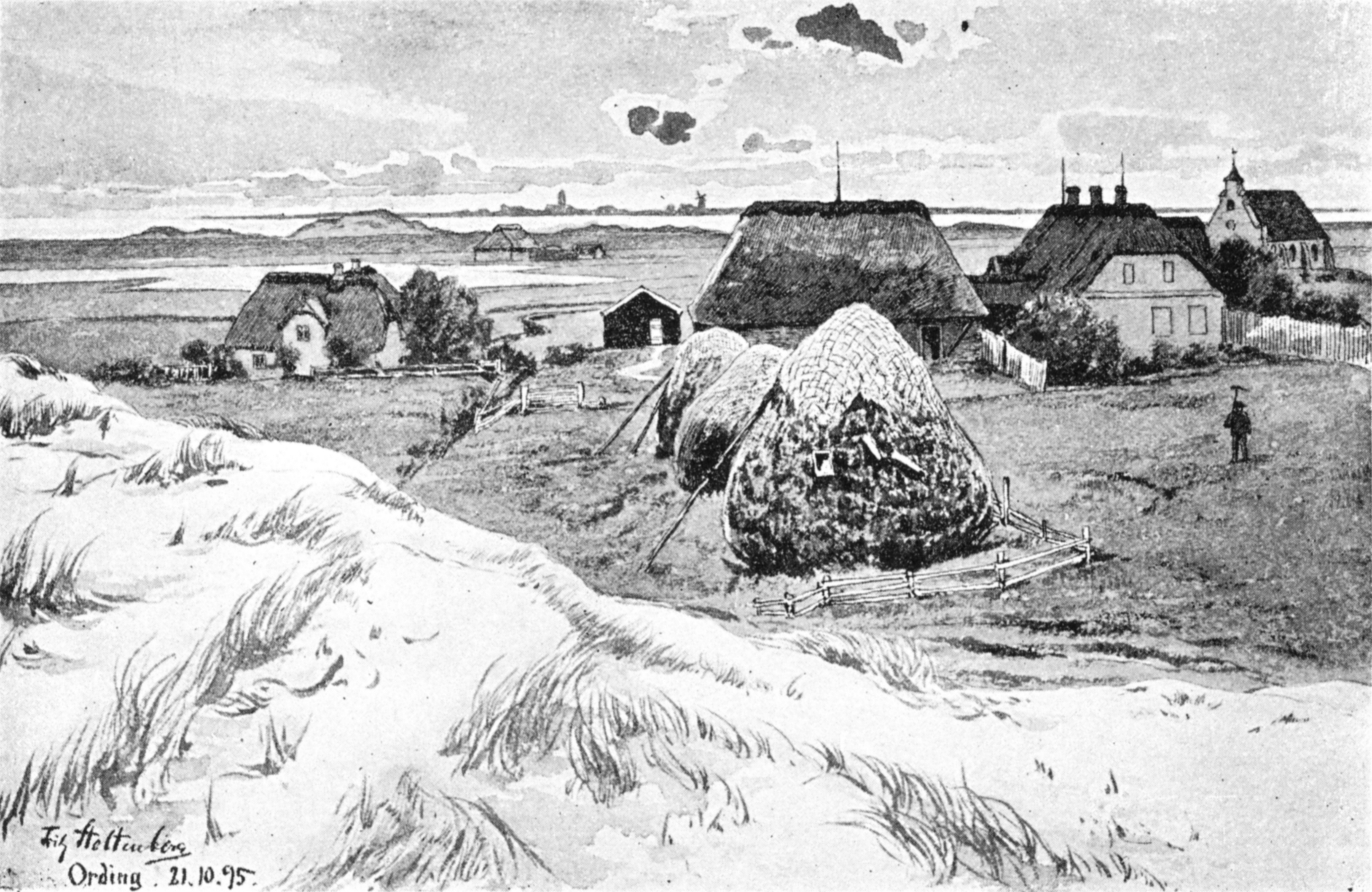

## Уродженці
- Альвін-Бродер Альбрехт — німецький офіцер, корветтен-капітан крігсмаріне, оберфюрер НСКК. Ад'ютант Адольфа Гітлера.